# Plaine-et-Vallées
Plaine-et-Vallées est une commune nouvelle française résultant de la fusion — au 1er janvier 2019 — des communes de Brie, Oiron, Saint-Jouin-de-Marnes et Taizé-Maulais située dans le département des Deux-Sèvres, en région Nouvelle-Aquitaine.

## Géographie

### Localisation
La commune de Plaine-et-Vallées est située dans la plaine de Thouars au nord-est du département des Deux-Sèvres et est limitrophe du département de la Vienne.
Elle est traversée par la Dive, le Thouet et le Thouaret.
Elle fait partie du Thouarsais une région naturelle constituée par la plus grande partie de la plaine de Thouars et la partie moncontouroise du Loudunais.
Les villes les plus proches sont Thouars, Loudun et Airvault à 15 km puis Chinon, Bressuire et Parthenay à 40 km.

### Hydrographie
Plaine-et-Vallées est arrosée par la Dive et le Thouet qui sont des affluents de rive gauche de la Loire et par le Thouaret qui est un affluent du Thouet.

### Climat
Pour des articles plus généraux, voir Climat de la Nouvelle-Aquitaine et Climat des Deux-Sèvres.
Historiquement, la commune est exposée à un climat océanique du nord-ouest.  
En 2020, Météo-France publie une typologie des climats de la France métropolitaine dans laquelle la commune est dans une zone de transition entre le climat océanique et le climat océanique altéré et est dans la région climatique Moyenne vallée de la Loire, caractérisée par une bonne insolation (1 850 h/an) et un été peu pluvieux.
Pour la période 1971-2000, la température annuelle moyenne est de 11,8 °C, avec une amplitude thermique annuelle de 14,5 °C. Le cumul annuel moyen de précipitations est de 639 mm, avec 10,8 jours de précipitations en janvier et 6,3 jours en juillet. Pour la période 1991-2020, la température moyenne annuelle observée sur la station météorologique la plus proche, située sur la commune de Thouars à 11 km à vol d'oiseau, est de 13,1 °C et le cumul annuel moyen de précipitations est de 575,5 mm,. Pour l'avenir, les paramètres climatiques de la commune estimés pour 2050 selon différents scénarios d’émission de gaz à effet de serre sont consultables sur un site dédié publié par Météo-France en novembre 2022.

## Urbanisme

### Typologie
Au 1er janvier 2024, Plaine-et-Vallées est catégorisée commune rurale à habitat dispersé, selon la nouvelle grille communale de densité à sept niveaux définie par l'Insee en 2022.
Elle est située hors unité urbaine. Par ailleurs la commune fait partie de l'aire d'attraction de Thouars, dont elle est une commune de la couronne,. Cette aire, qui regroupe 26 communes, est catégorisée dans les aires de moins de 50 000 habitants,.

### Occupation des sols
L'occupation des sols de la commune, telle qu'elle ressort de la base de données européenne d’occupation biophysique des sols Corine Land Cover (CLC), est marquée par l'importance des territoires agricoles (94,8 % en 2018), une proportion sensiblement équivalente à celle de 1990 (96 %). La répartition détaillée en 2018 est la suivante :
terres arables (57,6 %), prairies (30,7 %), zones agricoles hétérogènes (6,5 %), zones urbanisées (4,4 %), espaces verts artificialisés, non agricoles (0,8 %), forêts (0,1 %). L'évolution de l’occupation des sols de la commune et de ses infrastructures peut être observée sur les différentes représentations cartographiques du territoire : la carte de Cassini (XVIIIe siècle), la carte d'état-major (1820-1866) et les cartes ou photos aériennes de l'IGN pour la période actuelle (1950 à aujourd'hui).

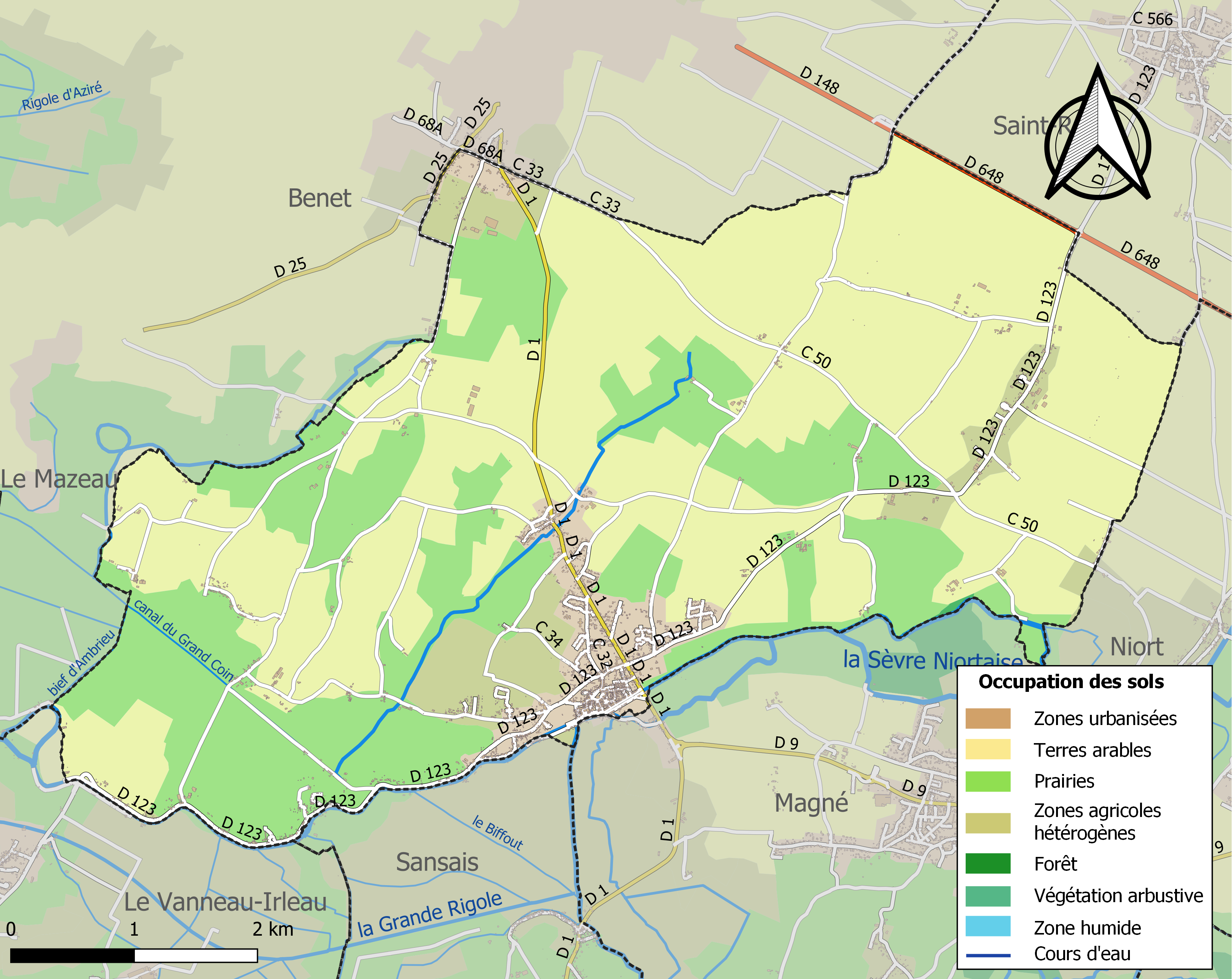
Carte des infrastructures et de l'occupation des sols de la commune en 2018 (CLC).

### Risques majeurs
Le territoire de la commune de Plaine-et-Vallées est vulnérable à différents aléas naturels : météorologiques (tempête, orage, neige, grand froid, canicule ou sécheresse), inondations, mouvements de terrains et séisme (sismicité modérée). Il est également exposé à deux risques technologiques,  le transport de matières dangereuses et la rupture d'un barrage. Un site publié par le BRGM permet d'évaluer simplement et rapidement les risques d'un bien localisé soit par son adresse soit par le numéro de sa parcelle.

#### Risques naturels
Certaines parties du territoire communal sont susceptibles d’être affectées par le risque d’inondation par débordement de cours d'eau, notamment la Sèvre Niortaise, le bief de Glande et le ruisseau la Grande Fraignée. La commune a été reconnue en état de catastrophe naturelle au titre des dommages causés par les inondations et coulées de boue survenues en 1982, 1983, 1993, 1995, 1999 et 2010,. Le risque inondation a vocation à être pris en compte dans l'aménagement du territoire de la commune par le biais du projet plan de prévention des risques inondation (PPRI) du « Marais poitevin ».  Une première phase d'études techniques a consisté à réviser l'atlas des zones inondables des huit communes suivantes, Bessines, Magné, Coulon, Frontenay Rohan-Rohan, Sansais, Le Vanneau-Irleau, Arçais et Saint-Hilaire-la-Palud, qui datait de 1997. Au regard des enjeux, un PPRI  a été prescrit le 23 juin 2022 sur le territoire des communes de Bessines, Coulon et Magné.

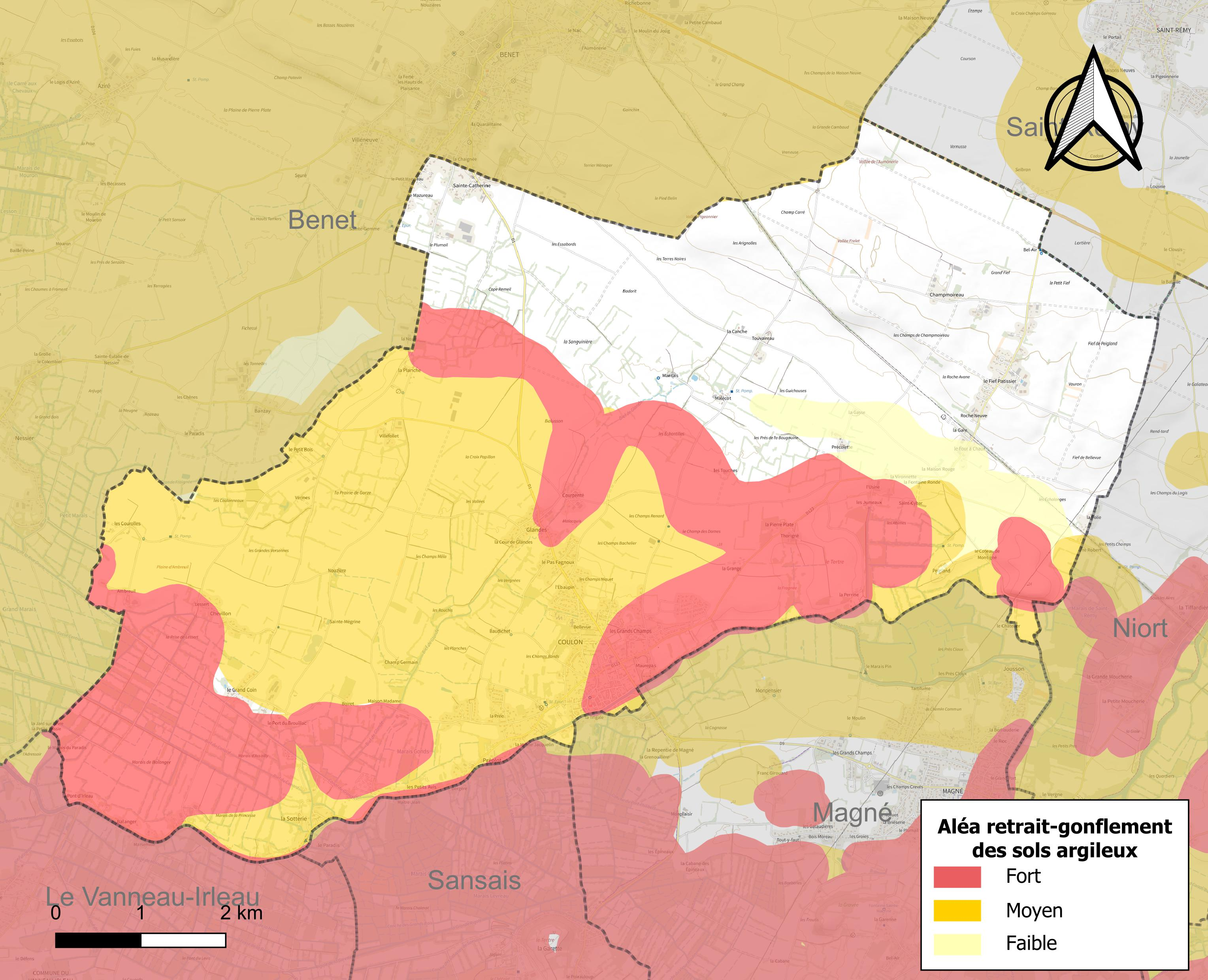
Carte des zones d'aléa retrait-gonflement des sols argileux de Plaine-et-Vallées.

Les mouvements de terrains susceptibles de se produire sur la commune sont des mouvements de terrains, notamment des tassements différentiels. Le retrait-gonflement des sols argileux est susceptible d'engendrer des dommages importants aux bâtiments en cas d’alternance de périodes de sécheresse et de pluie. 61,4 % de la superficie communale est en aléa moyen ou fort (54,9 % au niveau départemental et 48,5 % au niveau national). Depuis le 1er octobre 2020, en application de la loi ELAN, différentes contraintes s'imposent aux vendeurs, maîtres d'ouvrages ou constructeurs de biens situés dans une zone classée en aléa moyen ou fort,.
La commune a été reconnue en état de catastrophe naturelle au titre des dommages causés par la sécheresse en 1989, 1991, 2003, 2005, 2011 et 2017 et par des mouvements de terrain en 1999 et 2010.

#### Risque technologique
La commune est en outre située en aval du barrage de la Touche Poupard, un ouvrage de classe A mis en service en 1995 sur le cours d’eau le Chambon, affluent de la Sèvre Niortaise. À ce titre elle est susceptible d’être touchée par l’onde de submersion consécutive à la rupture de cet ouvrage.

## Toponymie
Son nom provient de l'assemblage de plusieurs éléments majeurs de sa géographie que sont la Plaine de Thouars, la Vallée de la Dive et la Vallée du Thouet.
Le logo de Plaine-et-Vallées reprend un élément emblématique des quatre villages historiques de la commune nouvelle. Le château d'Oiron pour Oiron, les dolmens pour Taizé-Maulais, les peupliers pour Brie et l’abbatiale pour Saint Jouin de Marnes.

### Histoire
Avec neuf dolmens et un tumulus, la commune est le site mégalithique le plus important des Deux-Sèvres.
Au lieu-dit le fief de Boué, des constructions gallo-romaines ont été mises au jour.
En 1033, la butte de Moncoué fut le siège d'une bataille entre Angevins et Poitevins.

## Politique et administration

### Administration
- Le 1er janvier 1973, la commune de Maulais entre en fusion-association avec celle de Taizé (arrêté préfectoral du 8 décembre 1972).
- Le 1er janvier 1973, les communes de Bilazais, Brie et Noizé entrent en fusion-association avec celle de Oiron (arrêté préfectoral du 4 décembre 1972).
- Le 14 février 1983, Brie redevient indépendante (arrêté préfectoral du 11 février 1983)[24]. Bilazais et Noizé conservent le statut de communes associées.
- Le 1er janvier 2014, l'association de Bilazais et Noizé avec Oiron devient une fusion simple mettant ainsi fin au statut de commune associée.
- Le 1er janvier 2014, l'association de Maulais avec Taizé devient une fusion simple mettant ainsi fin au statut de commune associée (arrêté préfectoral du 19 décembre 2013).
- Le 1er janvier 2016, l'association pris le nom de Taizé-Maulais (arrêté pris le 21 août 2015)[25].
- Le 1er janvier 2019, Brie, Oiron, Taizé-Maulais et Saint-Jouin-de-Marnes fusionnent pour constituer la commune nouvelle de Plaine-et-Vallées dont le chef-lieu est situé à Oiron (arrêté préfectoral du 7 novembre 2018)[26].

### Élections Municipales
- Élections Municipales du 15 mars 2020 :

### Liste des maires
| Période        | Période  | Identité         | Étiquette | Qualité                                                                                            |
| -------------- | -------- | ---------------- | --------- | -------------------------------------------------------------------------------------------------- |
| 5 janvier 2019 | En cours | Christiane Babin | SE        | Retraitée de la fonction publique Maire déléguée d’Oiron (2019 → ) Réélue pour le mandat 2020-2026 |

### Communes déléguées
| Nom                   | Code Insee | Intercommunalité | Superficie (km2) | Population (dernière pop. légale) | Densité (hab./km2) |
| --------------------- | ---------- | ---------------- | ---------------- | --------------------------------- | ------------------ |
| Oiron (siège)         | 79196      | CC du Thouarsais | 36,75            | 904 (2016)                        | 25                 |
| Brie                  | 79054      | CC du Thouarsais | 11,96            | 176 (2016)                        | 15                 |
| Saint-Jouin-de-Marnes | 79260      | CC du Thouarsais | 22,77            | 569 (2016)                        | 25                 |
| Taizé-Maulais         | 79321      | CC du Thouarsais | 21,23            | 764 (2016)                        | 36                 |

### Jumelages
- Avin (Belgique) jumelé depuis le 22 mars 1995 avec effet au 3 mai 1995 avec la commune de Taizé-Maulais[28]
- Westhalten (France) jumelé depuis le 3 août 2011[29]

## Population et société

### Démographie
L'évolution du nombre d'habitants est connue à travers les recensements de la population effectués dans la commune depuis sa création.

En 2022, la commune comptait 2 334 habitants, en évolution de −3,27 % par rapport à 2016 (Deux-Sèvres : +0,18 %, France hors Mayotte : +2,11 %).
| 2016  | 2021  | 2022  |
| ----- | ----- | ----- |
| 2 413 | 2 351 | 2 334 |

### Enseignement
Il y a 3 écoles primaires sur la commune :
- Une école dans le village de Taizé qui accueille les élèves du RPI décentralisé de Taizé-Maulais/Missé[31].
- Une école dans le village d'Oiron qui accueille les élèves du RPI décentralisé d'Oiron/Brie/Pas-de-Jeu
- Une école dans le village de Saint-Jouin-de-Marnes qui accueille les élèves du RPI centralisé « les 5 villages » qui regroupe Availles-Thouarsais, Irais, Marnes, Saint-Généroux et Saint-Jouin-de-Marnes[32].

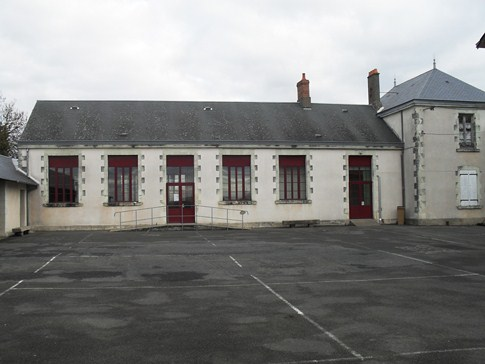
École primaire d'Oiron
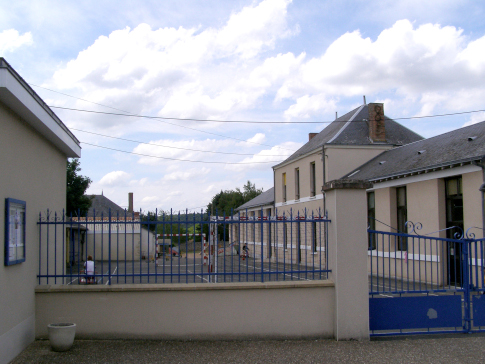
École primaire de Taize
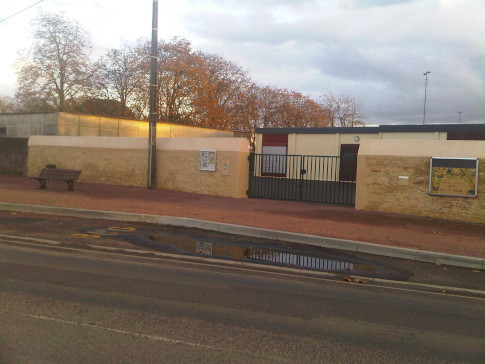
École primaire de Saint-Jouin-de-Marnes

### Médias
- Deux quotidiens locaux départementaux : Le Courrier de l'Ouest et La Nouvelle République du Centre-Ouest.

## Économie
- Des sociétés de production de melon : les deux plus importants producteurs, le Rouge Gorge et Soldive, représentent à eux seuls plus de 20 % de la production nationale.

## Culture locale et patrimoine

### Lieux et monuments
- Un dolmen situé au sud du bourg, au lieu-dit la Pierre à Pineau, fait l’objet d’une inscription au titre des monuments historiques depuis le 28 février 1979[33].

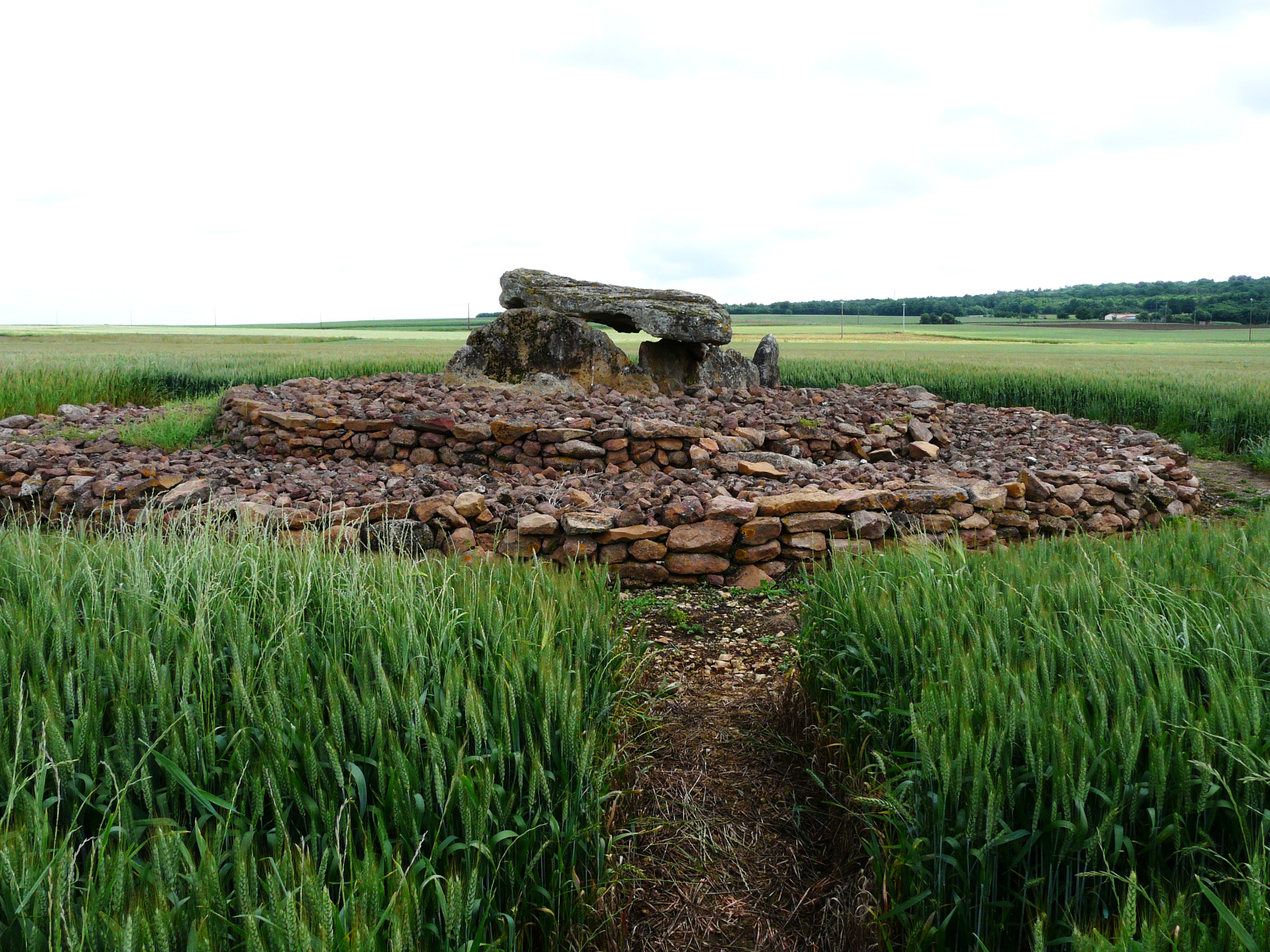
Les quatre dolmens au...
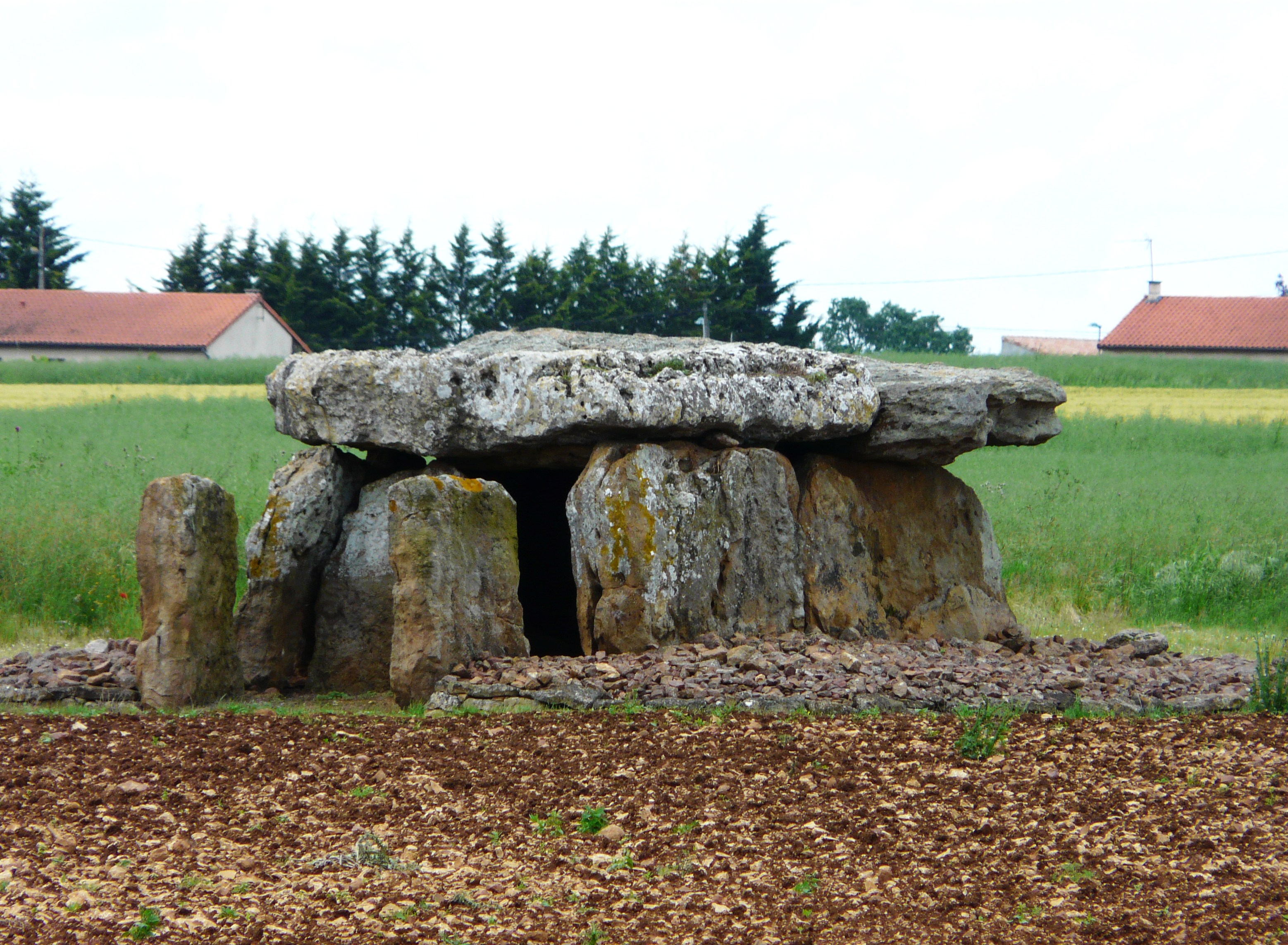
Lieu-dit la Pierre levée...
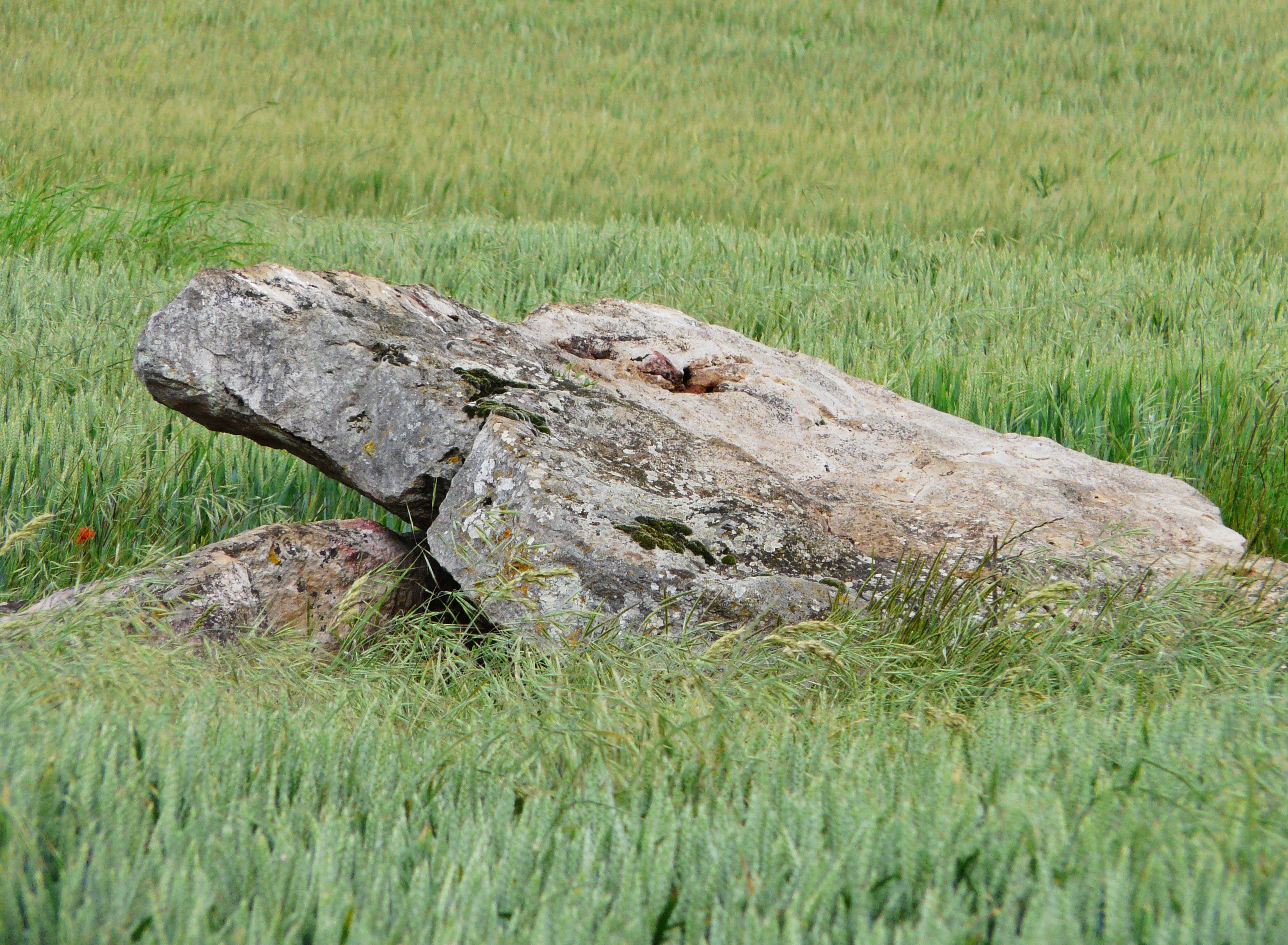
...en bordure de la route...
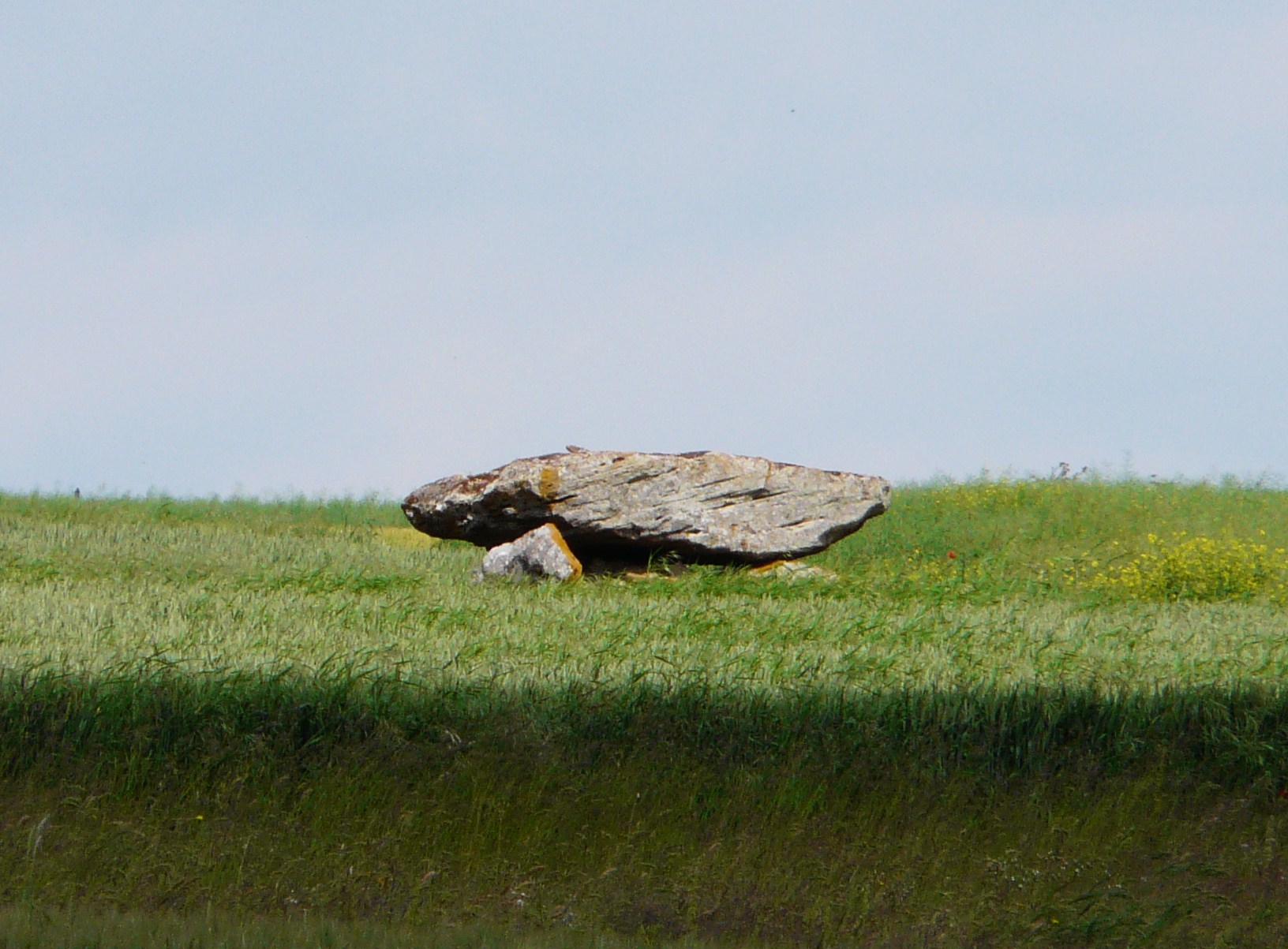
...départementale 37.

### Patrimoine civil
- Le château d'Oiron, XVIe siècle, qui comporte une collection d'œuvres contemporaines, fait l’objet d’un classement au titre des monuments historiques depuis le 2 octobre 1923[34].
- Ruines du bâtiment appelé « Grand'maison » à Leugny
- Une maison noble au lieu-dit Auzay

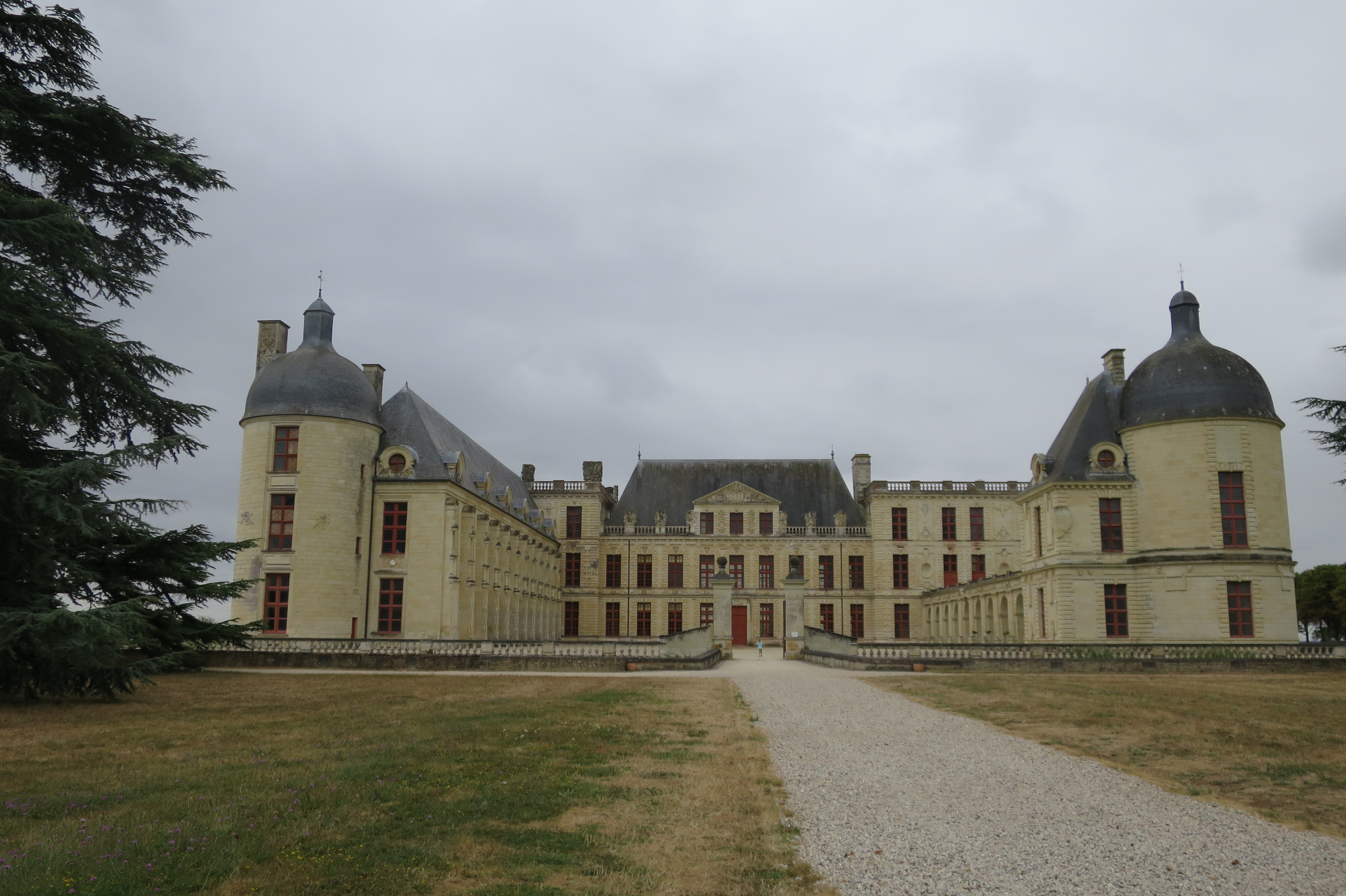
Château d'Oiron
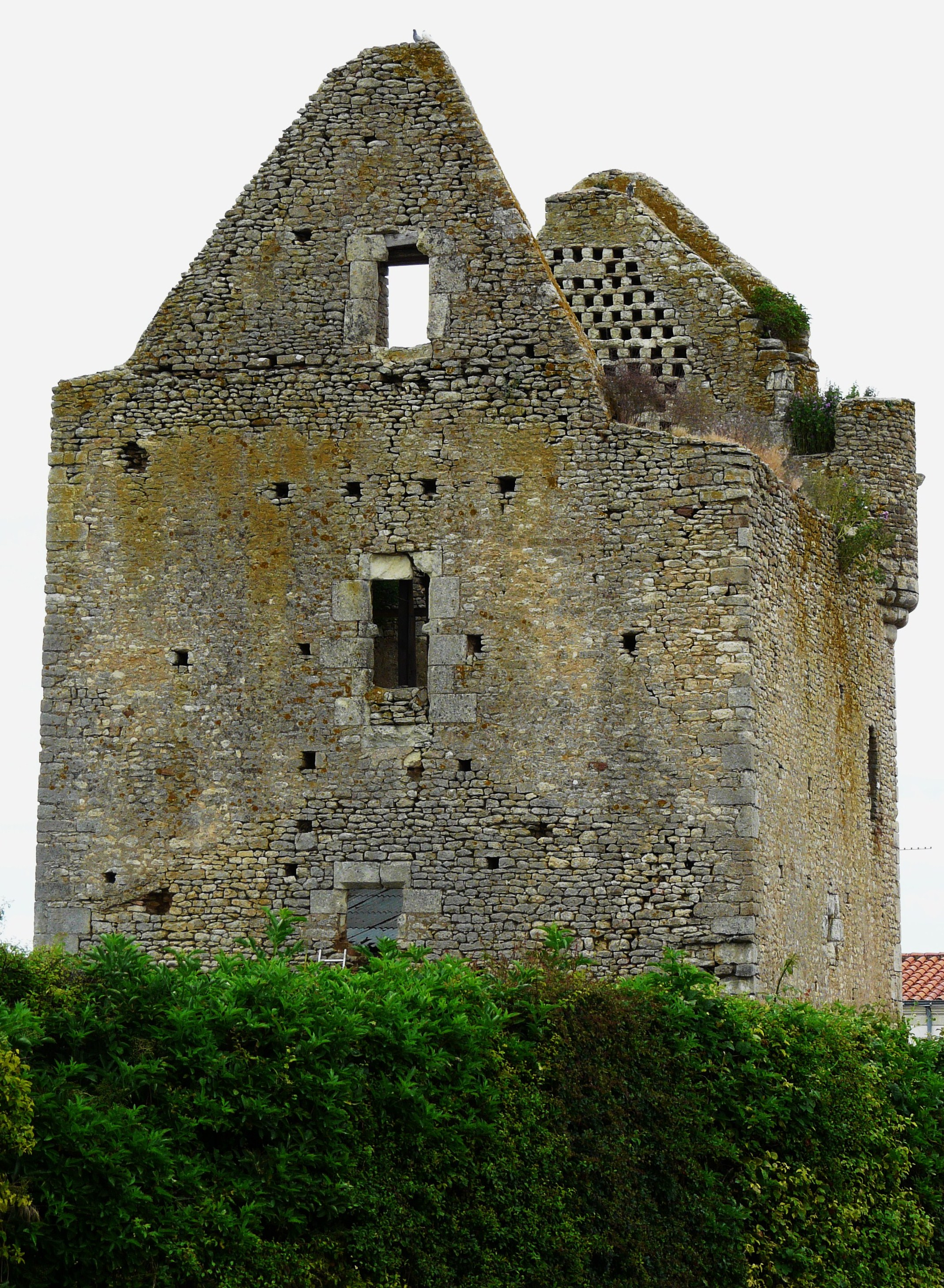
« Grand'maison » à Leugny.
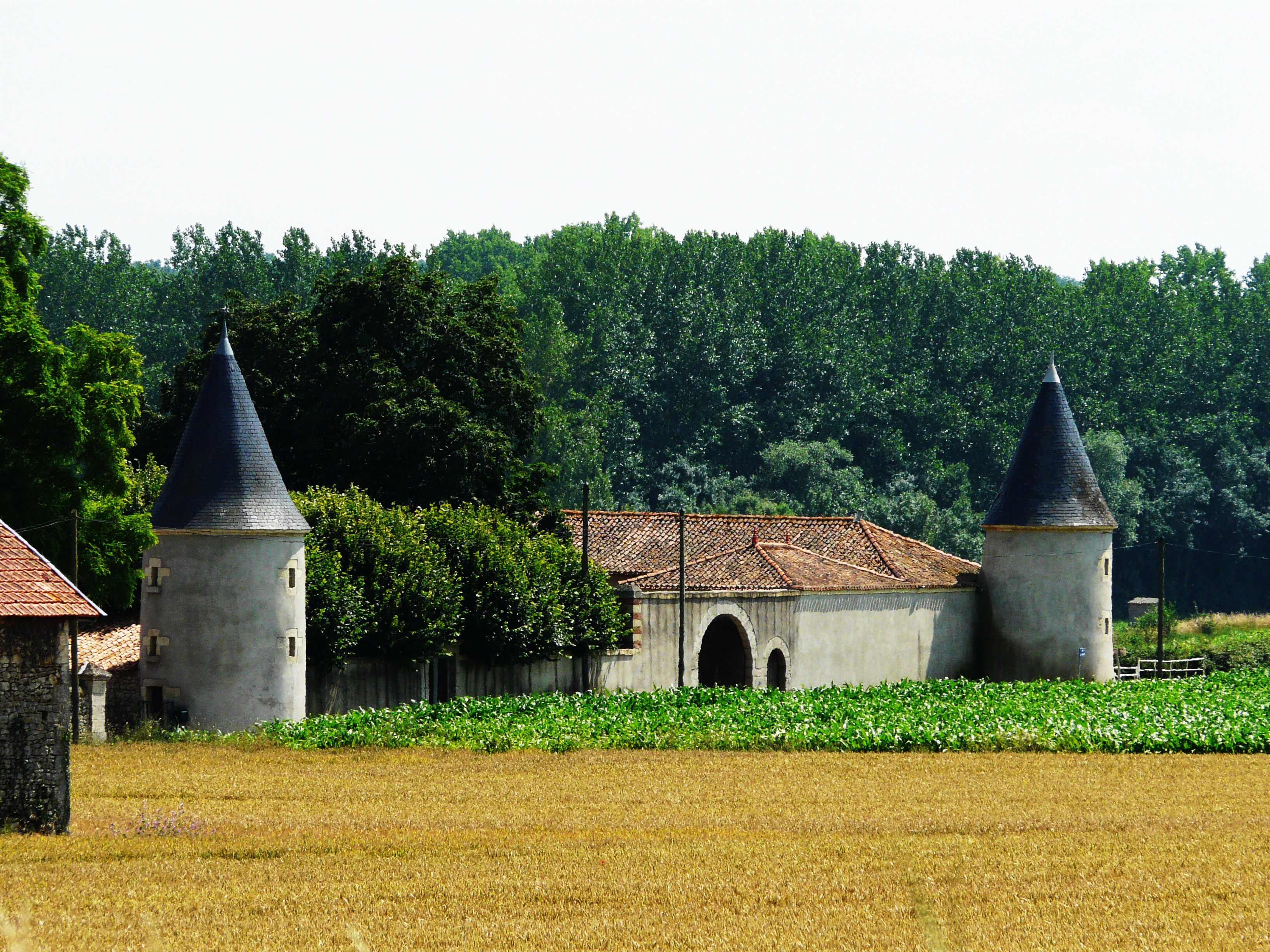
Maison noble à Auzay.

### Patrimoine culturel
- Théâtre (T.R.A.C.) de Saint-Jouin-de-Marnes[35].

### Patrimoine naturel
- Le parc du château d'Oiron.
- La butte de Montcoué, butte-témoin qui fut le siège en 1033 d'une bataille entre Angevins et Poitevins. Sur place, trois croix témoignent de cet événement.
- Les rives du Thouet sont un tronçon du sentier de grande randonnée GR 36, en rive droite de Maranzais à Ligaine, puis en rive gauche au sud de Ligaine.

### Patrimoine religieux
- L'église abbatiale Saint-Jouin, classée monument historique depuis 1862[36].
- La collégiale Saint-Maurice d'Oiron, XVIe et XVIIe siècles, fait l’objet d’un classement au titre des monuments historiques par la liste de 1840[37]. Elle abrite, entre autres  œuvres, quatre dalles funéraires, elles aussi classées monuments historiques.
- L'église Saint-Martin-les-Baillargeaux de Noizé, Xe et XIe siècles, fait l’objet d’un classement au titre des monuments historiques depuis le 7 décembre 1976[38]. Elle est isolée en pleins champs, à 500 mètres des premières habitations du bourg.

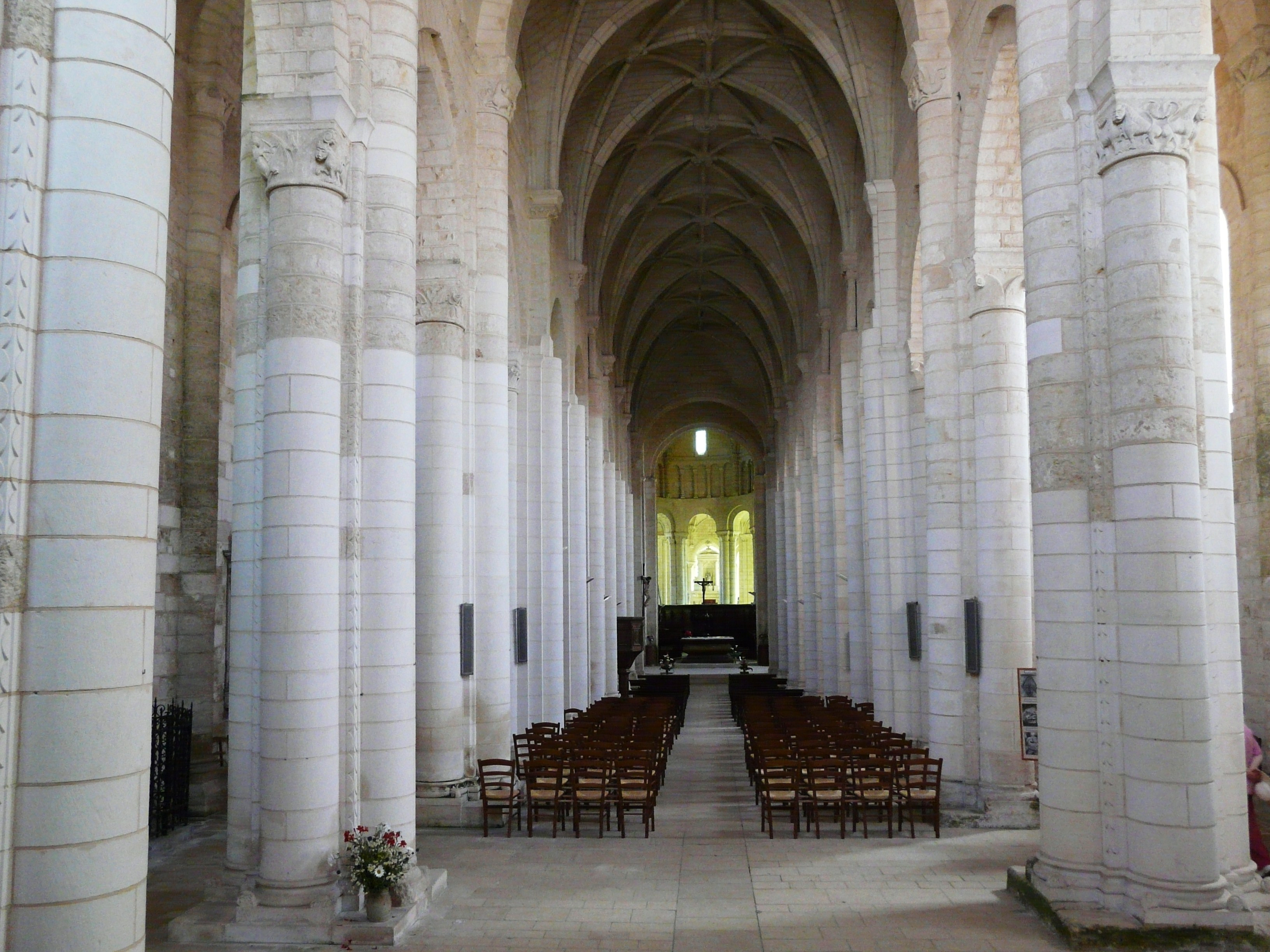
L'abbaye Saint-Jouin de Marnes
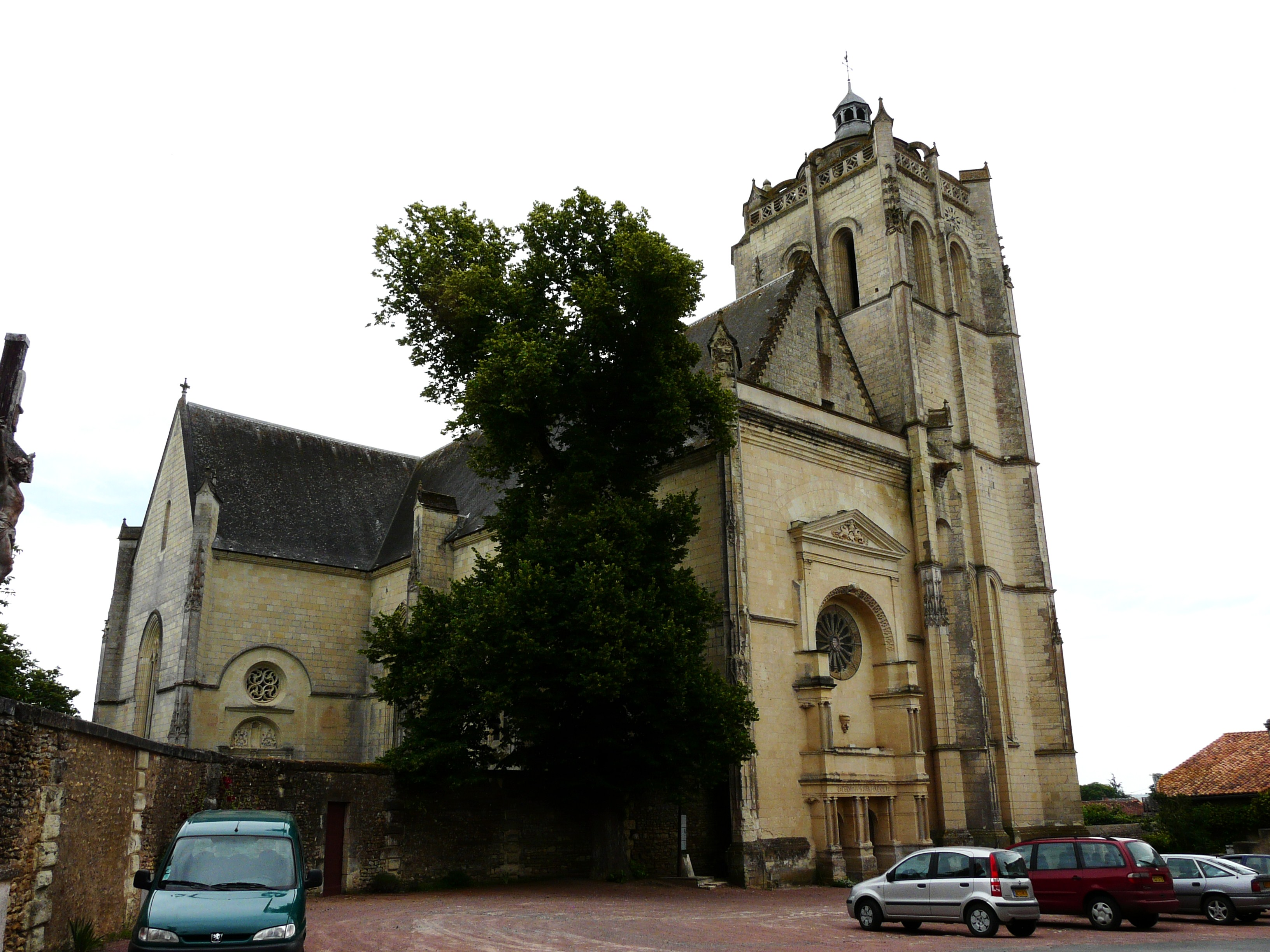
La collégiale Saint-Maurice.
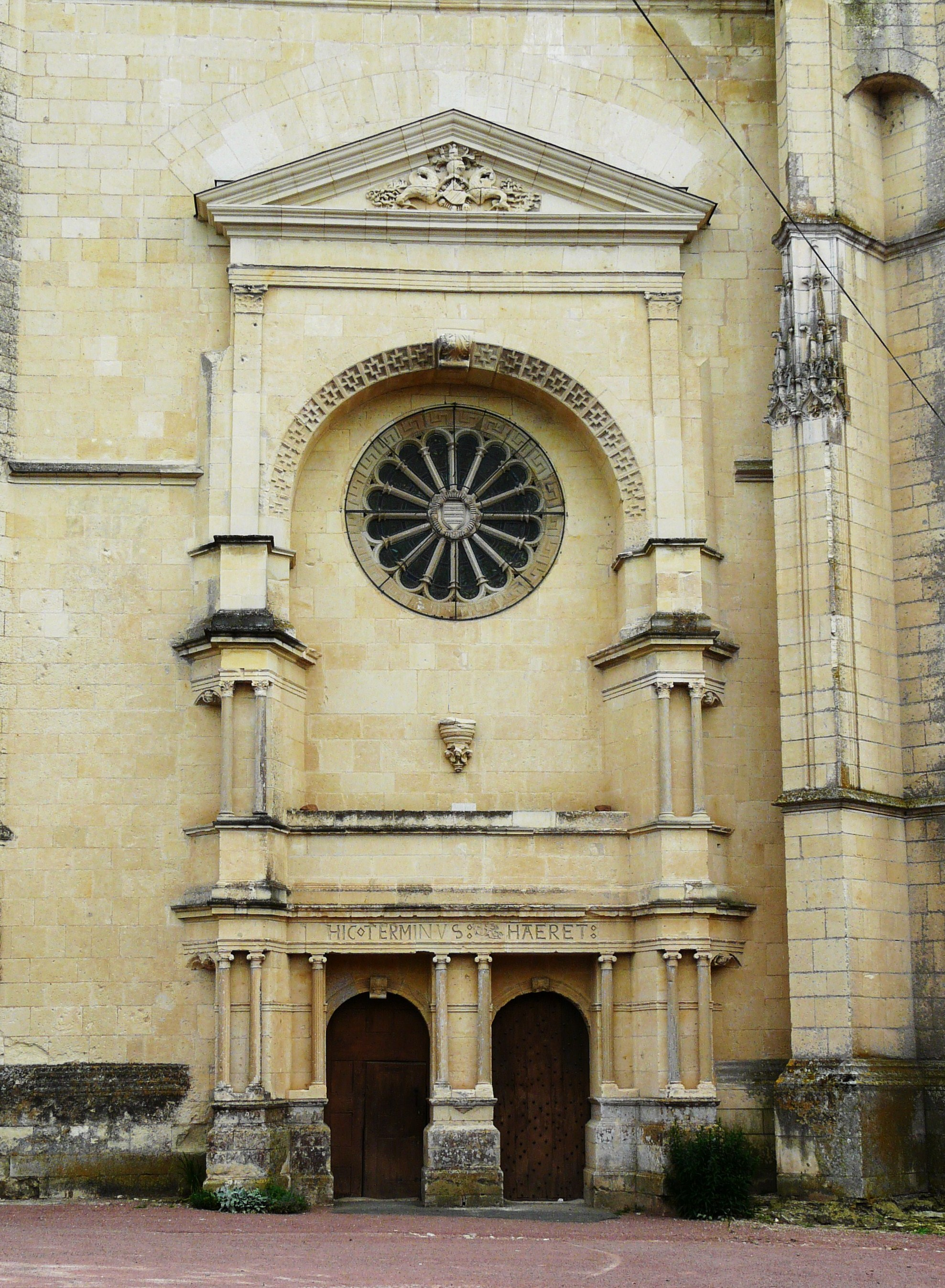
Fronton ouest de la collégiale.
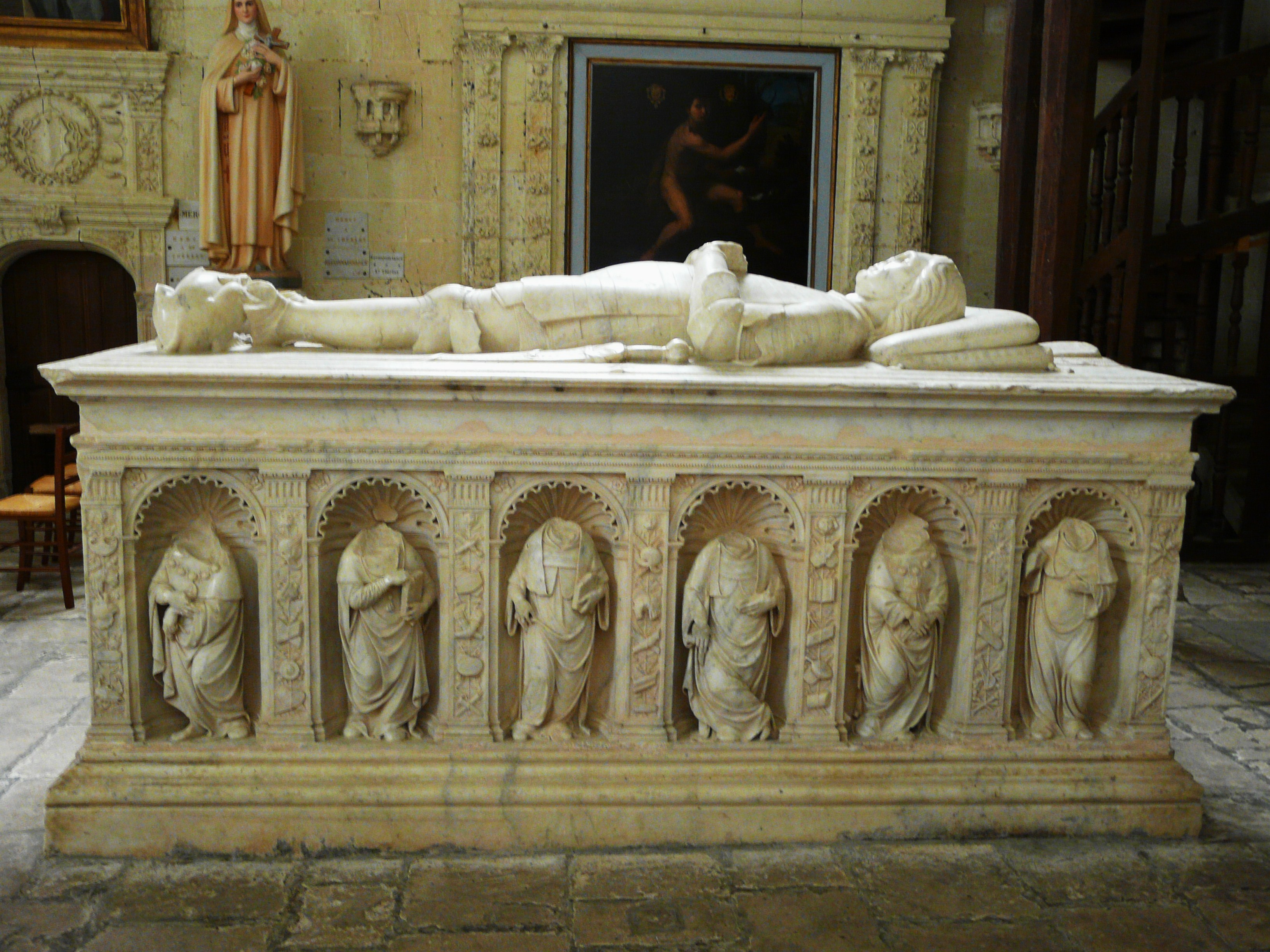
Un des gisants à l'intérieur de la collégiale.
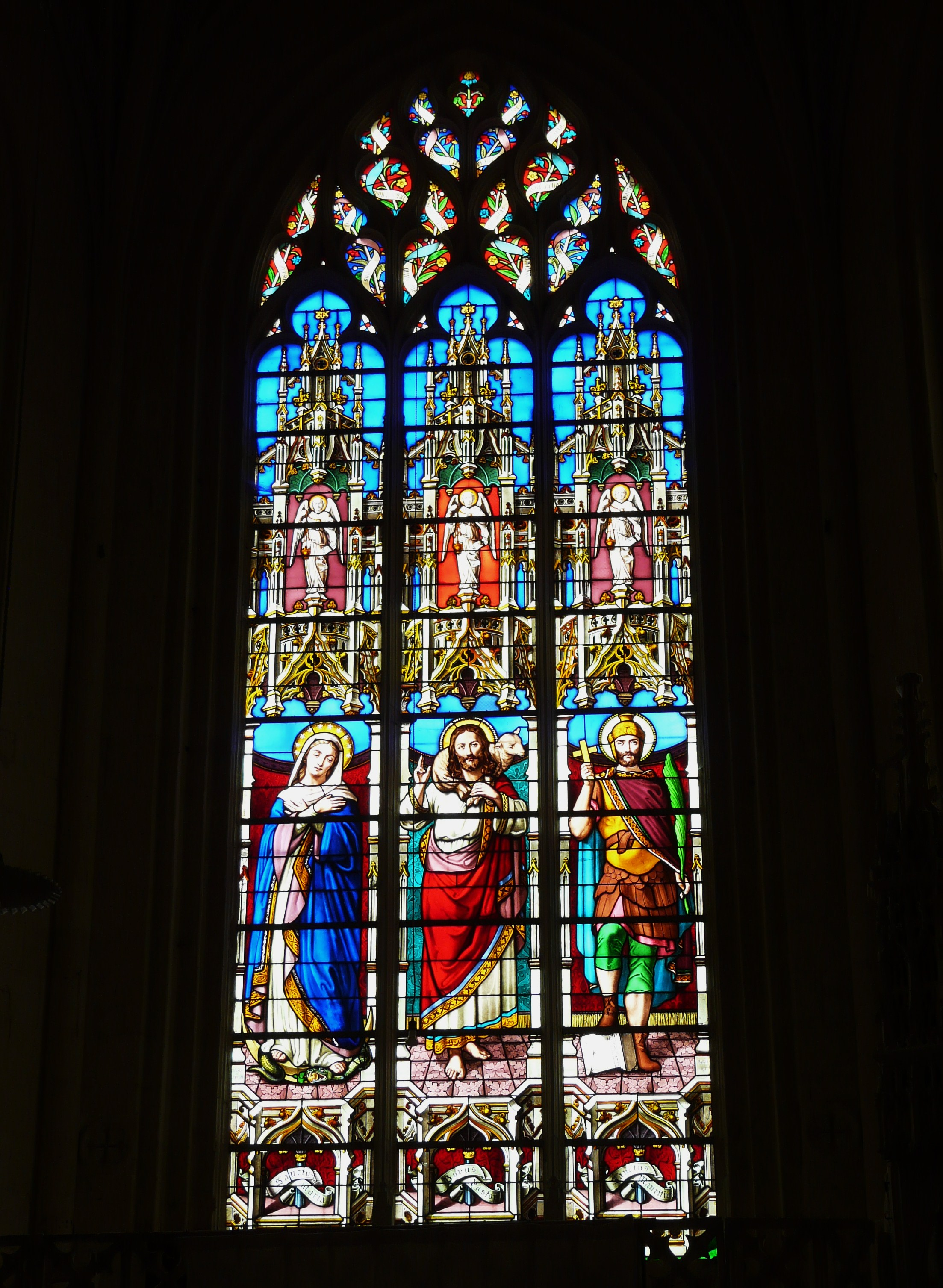
Vitrail central du chœur de la collégiale.
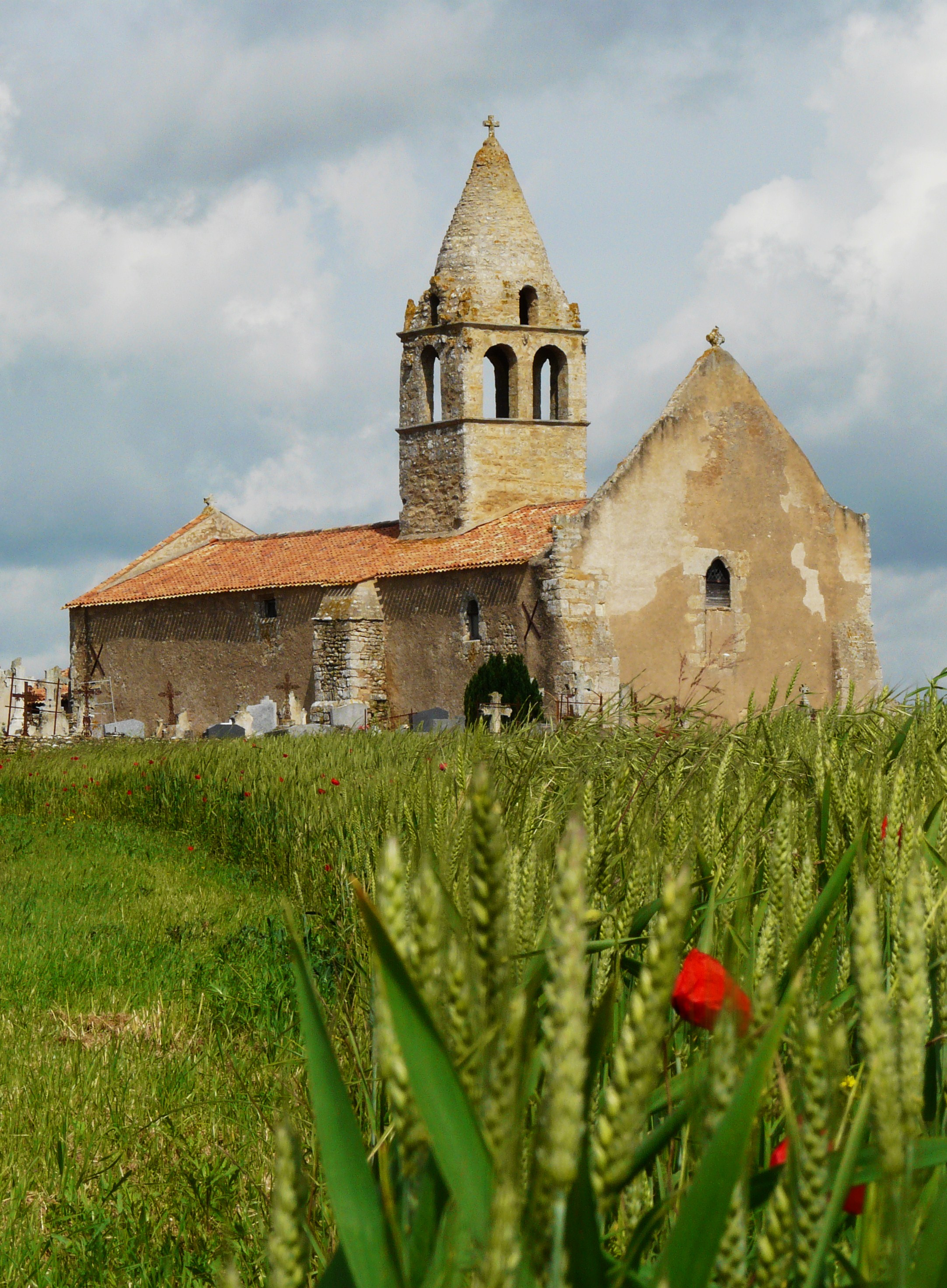
Église Saint-Martin-les-Baillargeaux de Noizé.
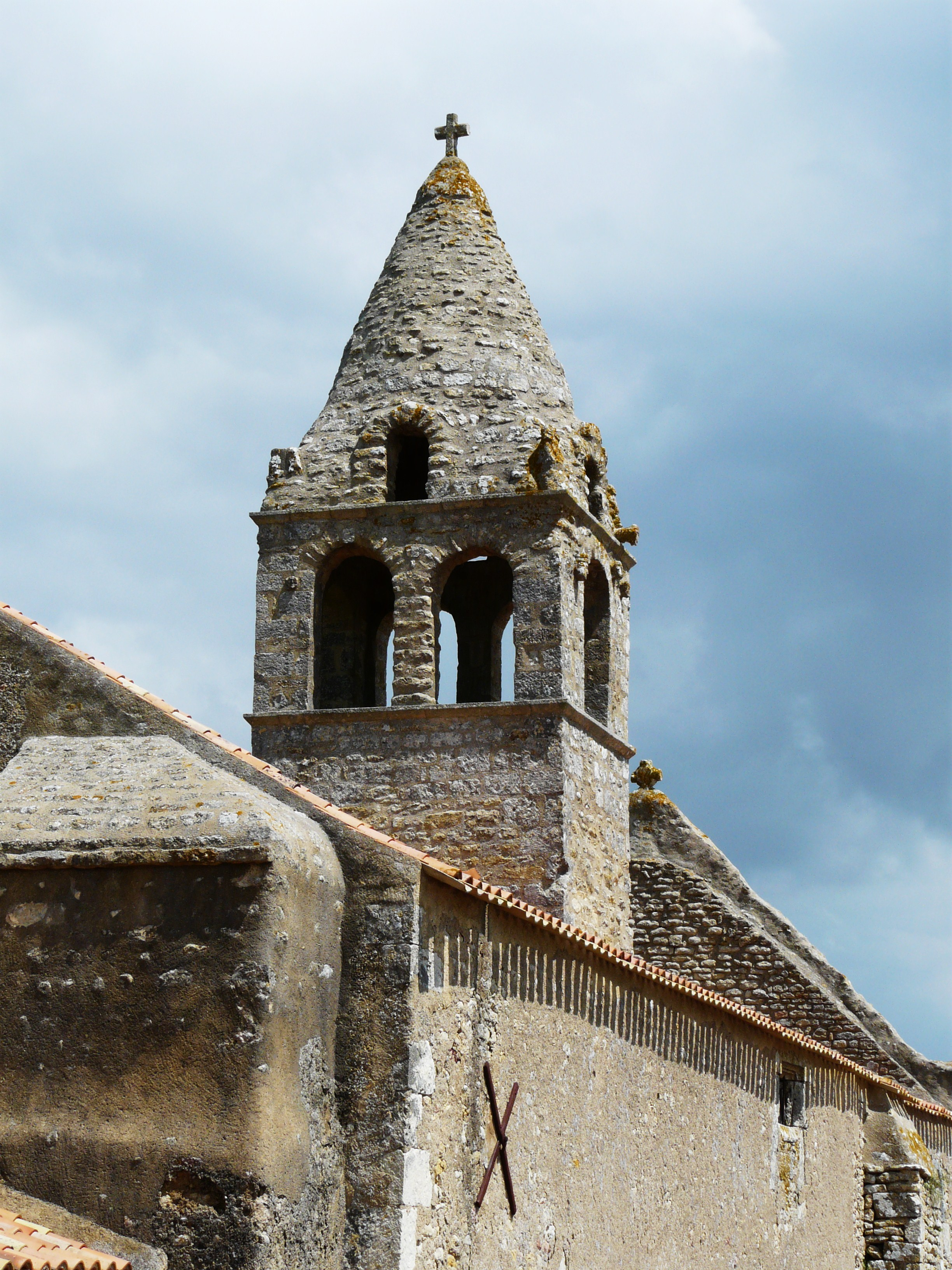
Église Saint-Martin-les-Baillargeaux de Noizé et son clocher.

- L'église de Brie dont les vitraux ont été refaits sous forme moderne, ce qui apporte une luminosité très particulière à l'intérieur de la nef.
- L'église Sainte-Radegonde de Bilazais, avec un chœur du XIIe siècle.
- L'église du bourg de Noizé, XIXe siècle.
- L'église Notre-Dame au bourg de Taizé.
- L'église Saint-Pierre de Maulais.

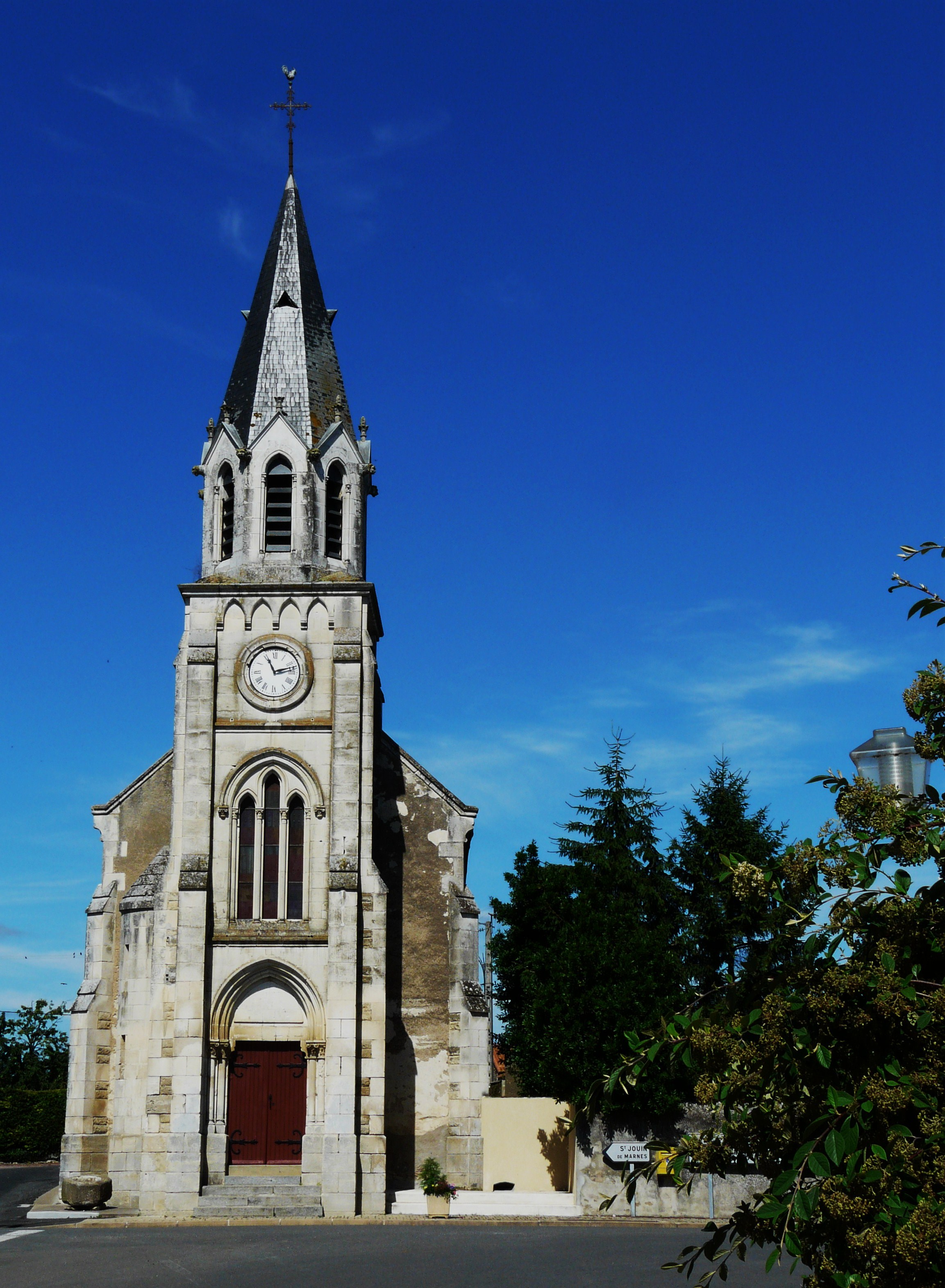
L'église de Brie
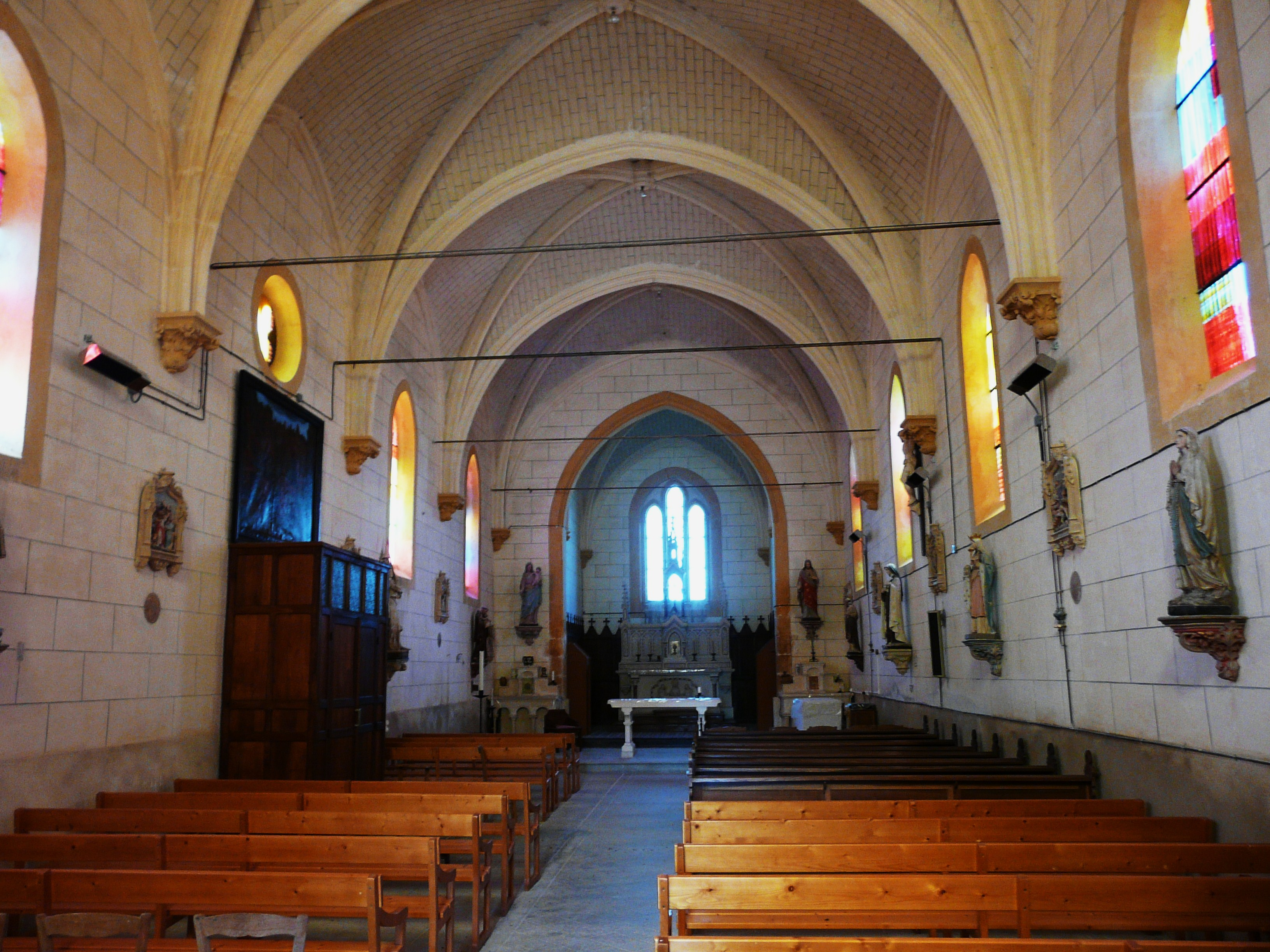
Nef de l'église(Brie)
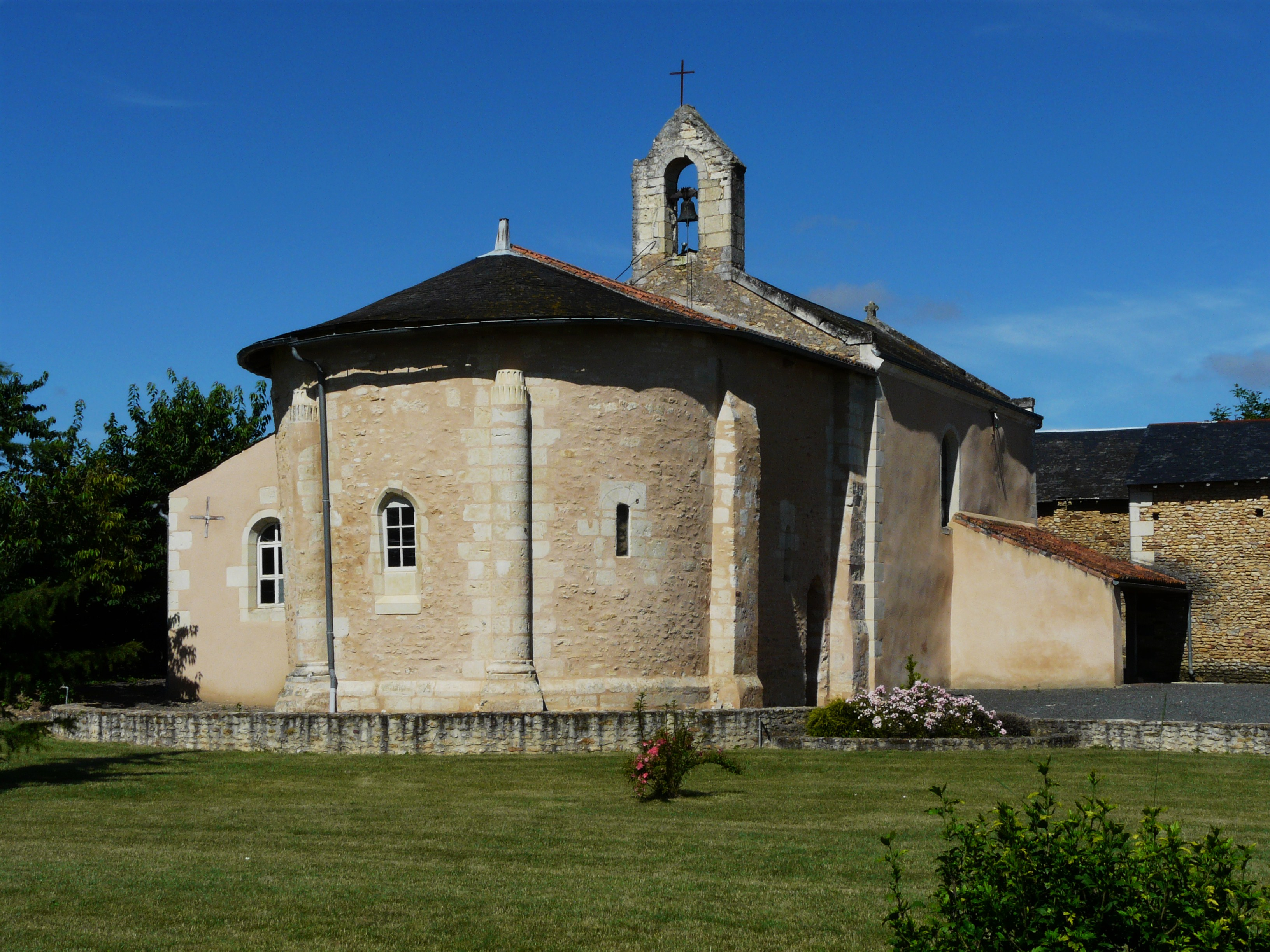
Église Sainte-Radegonde de Bilazais.
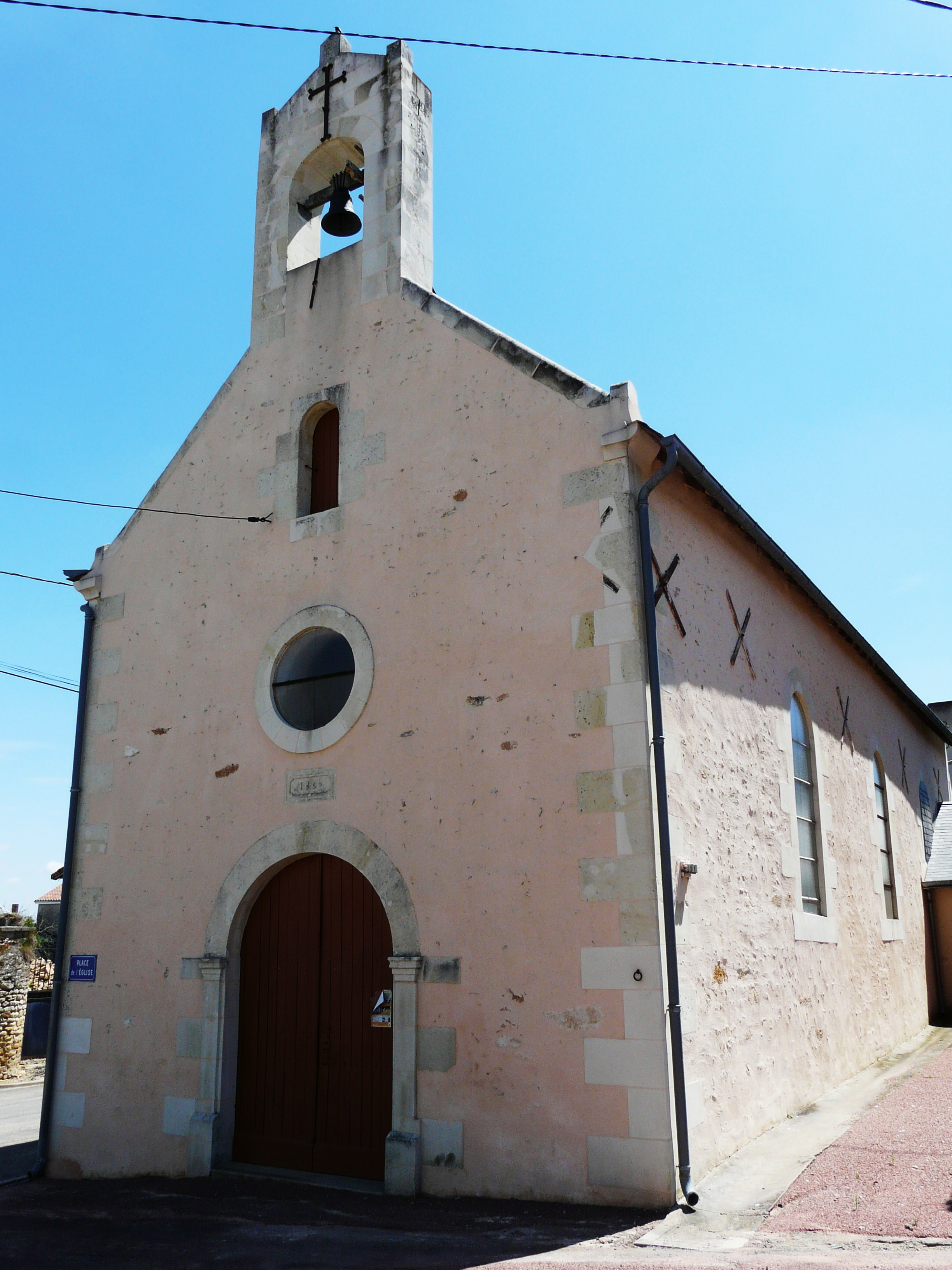
Église du bourg de Noizé.
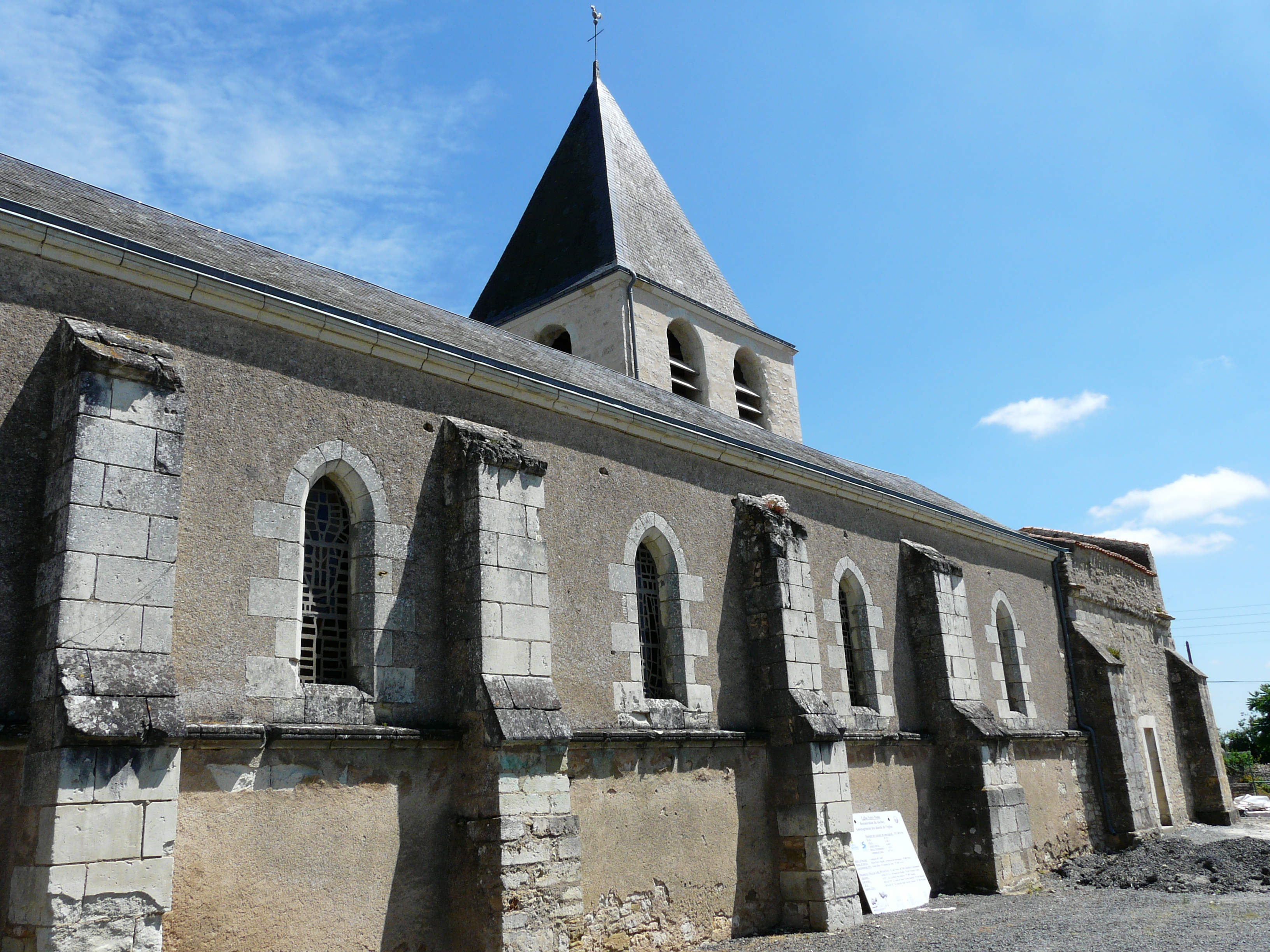
L'église Notre-Dame(Taizé)
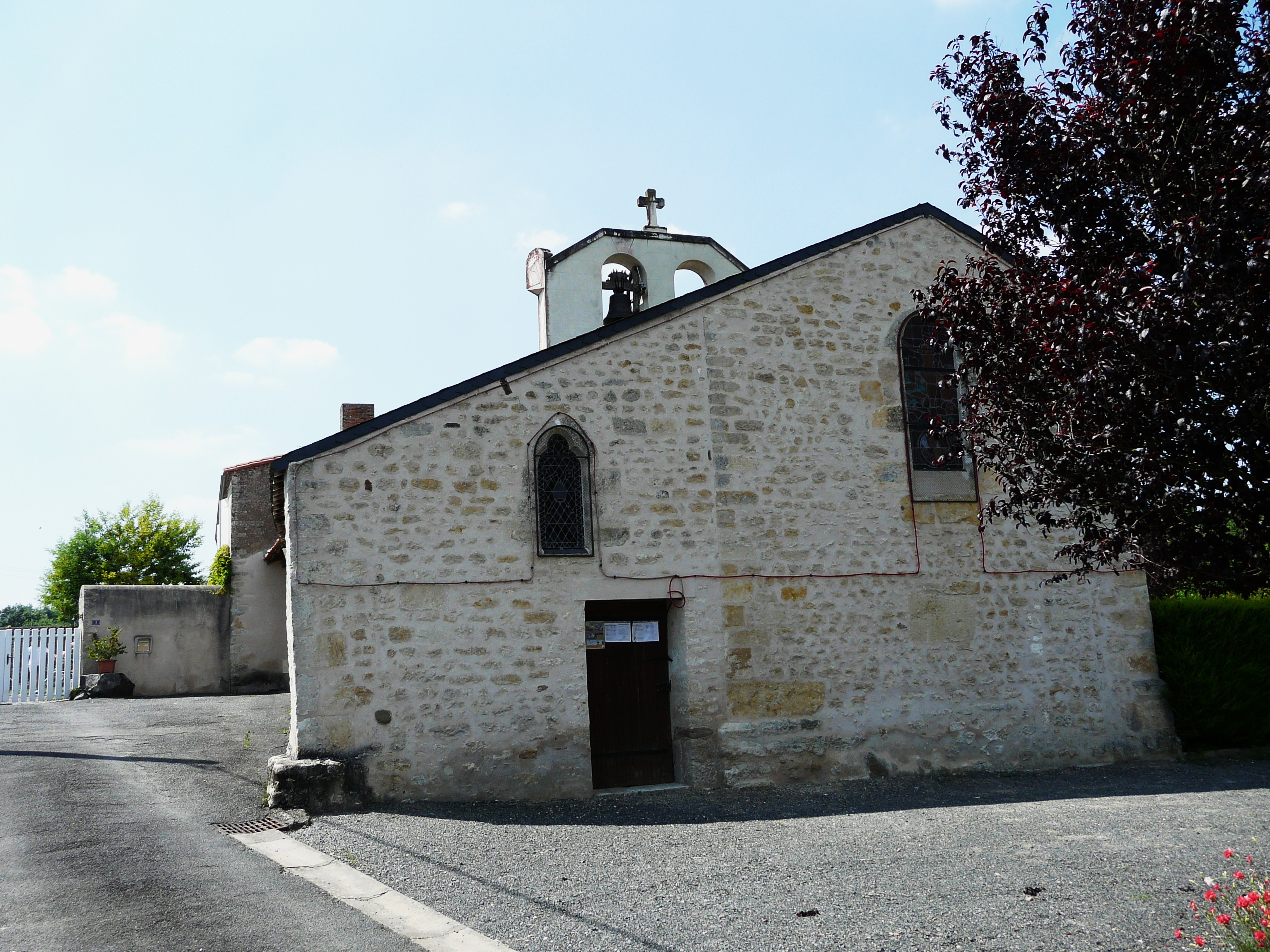
L'église Saint Pierre de Maulais.

- L'ancienne Chapelle de Sazais.
- La Chapelle de Maranzais, au bord du Thouet.

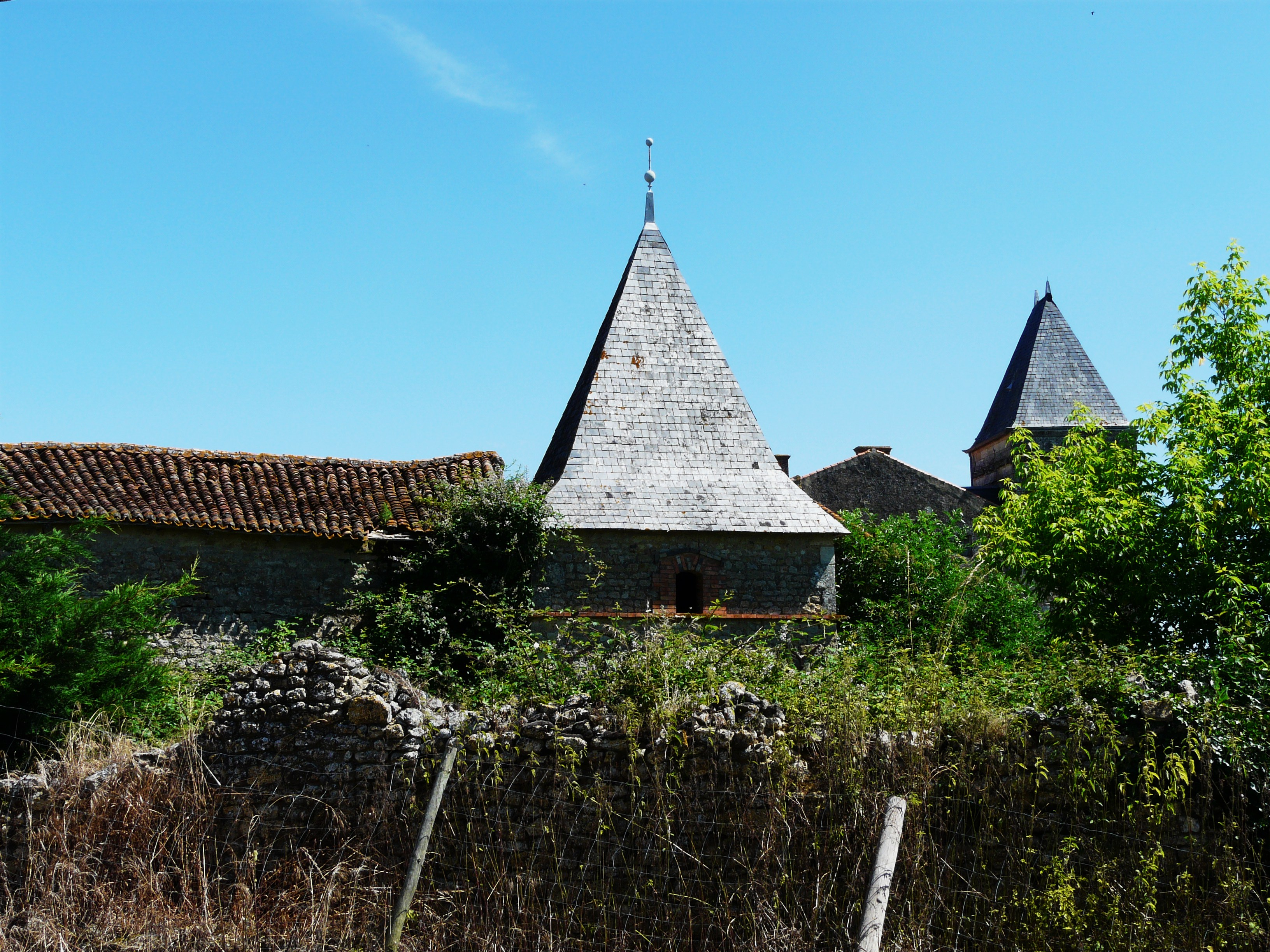
L'ancienne chapelle de Sazais
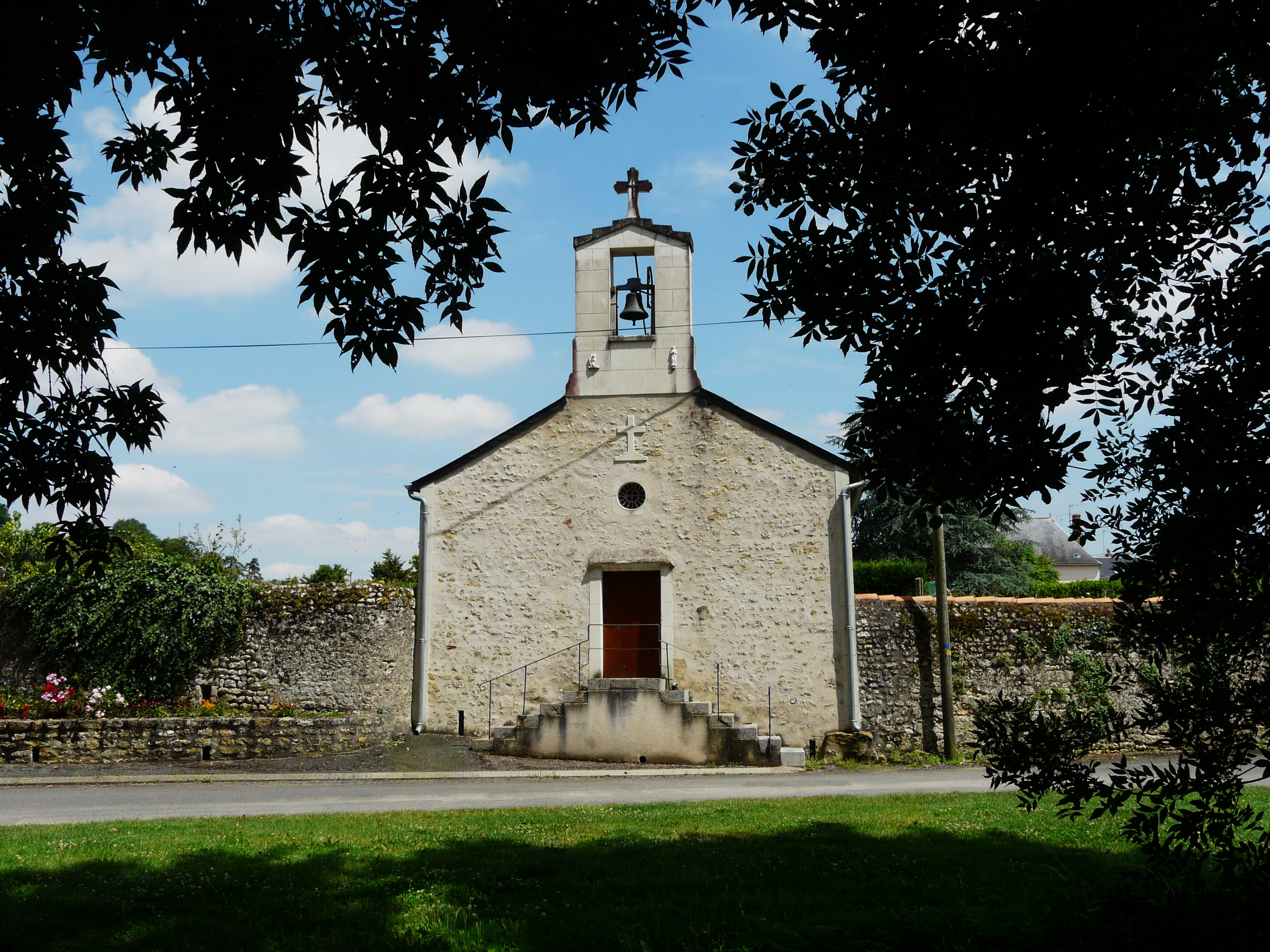
La chapelle de Maranzais.

### Personnalités liées à la commune
- Louis Gouffier (1575-1642) duc de Roannais, marquis de Boisy, baron de Oiron et gouverneur de Poitiers, mort au Château d'Oiron
- Eugène Thomas né à Noizé, maire anti-clérical du Kremlin-Bicêtre
- Généroux (VIe siècle), romain d'origine, moine puis abbé à Saint-Jouin-de-Marnes ; saint chrétien fêté le 16 juillet en Occident et le 10 juillet en Orient.
- Aimery V (1095-1127), vicomte de Thouars fils de Geoffroy III, vicomte de Thouars et de Aurengarde de Mauléon, époux de Agnès Maude de Poitiers d'Aquitaine, mourut à Saint-Jouin-de-Marnes